# Le Mannequin assassiné (film)
Pour les articles homonymes, voir Le Mannequin assassiné.
Pour plus de détails, voir Fiche technique et Distribution.
Le Mannequin assassiné est un film policier français, de production  franco-belge, réalisé par Pierre de Hérain sorti en 1948.

## Synopsis
Le commissaire Malaise enquête sur un "crime" étrange : un mannequin, dérobé dans la vitrine d'un tailleur, est retrouvé poignardé ; or son visage de cire a les traits d'un certain Gilbert, mort un an plus tôt au sein d'une famille dont tous les membres vont devenir plus ou moins suspects aux yeux du commissaire. Celui-ci pense en fait que, malgré les conclusions du docteur Furnelle, la mort de Gilbert n'était pas naturelle. Mais trouver la cause du décès et l'identité de l'éventuel(le) coupable va demander à l'enquêteur plus qu'une simple intuition.

## Fiche technique
- Réalisation : Pierre de Hérain
- Assistant-réalisateur : Pierre Hirsch
- Scénario : Georges Chaperot, Pierre Lestringuez, d'après le roman éponyme de Stanislas-André Steeman (1931 ; revu en 1943)
- Dialogues : Pierre Lestringuez
- Chef-opérateur : Marcel Grignon
- Musique : Jean Hubeau
- Montage : Henriette Wurtzer
- Direction artistique : Lucien Aguettand
- Costumes : Elisabeth Simon
- Production : Ciné Reportages Hervé Missir et Cie (France), Étendard Film (Anvers, Belgique)
- Producteurs : Robert Lussac, Hervé Missir
- Tournage : du 8 septembre 1947 au 19 octobre 1947
- Pays de production:  France
- Genre : Policier
- Durée : 82 minutes
- Date de sortie :
  - France : 10 mars 1948
- Affiche : Georges Kerfyser (France)

## Distribution
- Robert Lussac : le commissaire Aimé Malaise, qui enquête sur l'assassinat d'un mannequin
- Blanchette Brunoy : Laure
- Gilbert Gil : Armand
- Anne Vernon (sous le nom d'Edith Vigneau) : Irène
- Daniel Gélin : Léopold
- Julien Carette : Léonisse
- Mathilde Casadesus : Madame Malaise, la femme du commissaire
- Jacques Castelot : Emile
- Jean-Roger Caussimon : Jérôme
- André Gabriello : Charles
- Germaine Dermoz : Irma
- Albert Dinan : Didier
- Pierre Magnier : le notaire
- Stanislas-André Steeman : le docteur Furnelle
- Jacques Sevrannes : Gilbert
- Geneviève Callix : Rose
- Robert Balpo : le chef de train
- Sylvain : le clerc de notaire
- Albert Broquin : un consommateur